# Jindo (Jeolla de Sud)
Jindo (coreeană: 진도군) este un oraș din Coreea de Sud.